# Brian Robbins
Brian Robbins (geboren als Brian Levine, Brooklyn, 22 november 1963) is een Amerikaans acteur, producer, regisseur en scenarioschrijver. Hij heeft samen met Mike Tollin een productiebedrijf opgezet, Tollin/Robbins Productions.

## Biografie
Robbins begon zijn carrière in de jaren tachtig. Zijn grootste rol was in de serie Head of the Class. Hij presenteerde daarnaast een kindershow, Pictionary genaamd. In de jaren negentig begon hij met het produceren van All That, een serie van Nickelodeon. Daarnaast heeft hij enkele sportfilms geproduceerd, zoals Coach Carter en Hardball. Robbins was van 2001 tot en met 2011 een van de producenten van Smallville.

## Selectieve filmografie

### Acteur
- Harper Valley P.T.A. (1 aflevering, 1982)
- Archie Bunker's Place (1 aflevering, 1982)
- Three's Company (1 aflevering, 1983)
- Knight Rider (1 aflevering, 1983)
- Diff'rent Strokes (1 aflevering, 1984)
- Newhart (1 aflevering, 1984)
- Charles in Charge (1 aflevering, 1985)
- Growing Pains (1 aflevering, 1985)
- Mr. Belvedere (1 aflevering, 1986)
- Cellar Dweller (1988)
- C.H.U.D. II: Bud the C.H.U.D. (1989)
- Camp Cucamonga (1990)
- Head of the Class (114 afleveringen, 1986-1991)
- Full House (2 afleveringen, 1992)

### Regisseur
- All That (1994)
- The Show (1995)
- Kenan & Kel (2 afleveringen, 1996)
- Good Burger (1997)
- Varsity Blues (1999)
- Popular (1 episode, 1999)
- Ready to Rumble (2000)
- Hardball (2001)
- The Nightmare Room (1 aflevering, 2001)
- Birds of Prey (1 aflevering, 2002)
- The Perfect Score (2004)
- The Shaggy Dog (2006)
- Norbit (2007)
- Meet Dave (2008)

### Producer
- The Amanda Show (9 afleveringen, 2000-2001)
- Cousin Skeeter (4 afleveringen, 1999-2001)
- Summer Catch (2001)
- The Nick Cannon Show (5 afleveringen, 2002)
- Crumbs (2 episodes, 2006)
- What I Like About You (53 afleveringen, 2002-2006)
- Wild Hogs (2007)
- One Tree Hill (37 afleveringen, 2004-2008)
- Smallville (137 afleveringen, 2001-2008)
- Old Dogs (2009)

### Schrijver
- Head of the Class (1 aflevering, 1988)
- All That (33 afleveringen, 1997-2005)
- Big Fat Liar (2002)
- All That's 10th Anniversary Reunion Special (2005)